# Martin Rössler
Martin Rössler (* 1956 in Helmstedt) ist ein deutscher Ethnologe.

## Studium und Karriere
Zwischen den Jahren 1975 und 1987 studierte Martin Rössler Ethnologie, Arabistik und Islamwissenschaft, Anthropologie, Turkologie, Malaiologie und Orientalische Kunstgeschichte an den Universitäten in Göttingen, Zürich, Köln und Bonn. Sein Thema der Magisterarbeit aus dem Jahr 1981 lautete „Das Verhältnis von Volksreligion und Islam im westlichen Sudan“. Im Jahr darauf ging es auf einen Studienaufenthalt in Zentral-Sulawesi und einen Überblicksuntersuchung in Süd-Sulawesi. Für zwölf Monate (1984–1985) ging Martin Rössler auf Feldforschung in Süd-Sulawesi zum Thema Islamisierung und soziales Konfliktverhalten. Im Jahr 1987 promovierte er mit dem Thema „Die soziale Realität des Rituals: Kontinuität und Wandel bei den Makassar von Gowa“ am Institut für Ethnologie an der Universität zu Köln.
Die kommenden sieben Jahre (1990 gab es jedoch eine Unterbrechung) arbeitete er als wissenschaftlicher Assistent am Institut für Ethnologie an der Universität Göttingen. Im Jahr 1989 und zwischen den Jahren 1990 und 1991 gab es einen Studienaufenthalt in Nord-Sumatra und Feldforschungen in Süd-Sulawesi zum sozioökonomischen Wandel in ländlichen Gemeinschaften (12 Monate). Daraufhin war Martin Rössler Lehrbeauftragter an der Universität Göttingen bis zum Jahr 1996, wo er sich noch im selben Jahr mit dem Thema „Bäuerliche Ökonomie als kultureller Prozeß: Eine Fallstudie aus Indonesien“ habilitierte.
Seitdem war er Privatdozent an der Universität Göttingen. Im Jahr darauf ging er auf Feldforschung in West-Sumatra und Süd-Sulawesi zum Thema „Soziopolitischer Wandel und Identität“. Zwischen 1999 und 2001 war er wissenschaftlicher Mitarbeiter am DFG-Projekt „Raumorganisation, Raumverhalten und Raumkognition im interkulturellen Vergleich“ an der Universität Göttingen.
Im Jahr 2000 übernahm Martin Rössler eine Vertretung einer C3-Professur für Sozialanthropologie an der Universität Bielefeld. Zum 1. April 2001 wurde Rössler als Professor (C4) an das Institut für Ethnologie der Universität zu Köln berufen. Von 2010 bis 2016 fungierte er als geschäftsführender Direktor der Fächergruppe „Außereuropäische Sprachen, Kulturen und Gesellschaften“.

## Thematische Interessen und regionale Schwerpunkte
Martin Rösslers Arbeitsbereiche sind die Wirtschaft-, Sozial- und Politikethnologie sowie Religion (insbes. Islam), Ritual, Identitätsforschung, Raum- und Zeitkonzeptionen, Kulturökologie, Sprachen und Literaturen. Vornehmlich forscht er in Südostasien, Indopazifik und Westafrika.

## Publikationen (Auswahl)
- Rethinking Power Relations in Indonesia. Transforming the Margins. (ed. with M. Haug & A. Grumblies). London: Routledge, 2016
- Theories of Consumption – Perspectives from Economic Anthropology. In: Economic archaeology: from structure to performance in European archaeology, T. Kerig & A. Zimmermann (eds.) Bonn: Habelt, 2013 pp. 31–45.
- The Anthropological Study of Landscape. In: African Landscape: Interdisciplinary Approaches, Michael Bollig und Martin Bubenzer (Hrsg.). New York: Springer, 2009 pp. 297–325.
- Die deutschsprachige Ethnologie bis ca. 1960: Ein historischer Abriss. Köln: Institut für Ethnologie. Kölner Arbeitspapiere zur Ethnologie, Bd. 1, 2007
- Dari keturunan dewata ke pemerintahan: pusaka keramat dan perubahan politik di dataran tinggi Goa. Diterjemahkan oleh Nurhady Sirimorok. In: Roger Tol dkk. Kewenangan dan kepemimpinan di Sulawesi Selatan. Makassar: Penerbit Ininnawa, 2007
- Wirtschaftsethnologie: Eine Einführung. Zweite, überarbeitete und erweiterte Auflage. Berlin: Reimer, 2005